# Jonathan Pryce
Jonathan Pryce (Holywell (Flintshire, Wales), 1 juni 1947) is een Brits theater-, film- en televisieacteur. Zijn echte naam is John Price.
Pryces bekendste rol is die van Governour Weatherby Swann, de aristocratische vader van Elizabeth Swann in de filmtrilogie Pirates of the Caribbean. Ook is hij bekend van zijn rollen in succesvolle televisieseries als Game of Thrones en Taboo. In 2019 speelde hij met Anthony Hopkins in de film The Two Popes, Hopkins als paus Benedictus XVI, Pryce als kardinaal Jorge Bergoglio/paus Franciscus.
Pryce won twee Tony Awards, in 1977 voor beste acteur voor Comedians en in 1991 voor beste acteur voor Miss Saigon. Hij won eveneens tweemaal een Olivier Award en de prijs voor beste acteur op het Festival van Cannes. Hij werd verder nog genomineerd voor een Golden Globe en andere prijzen, zonder echter te winnen. In 2020 kreeg Pryce een Oscarnominatie voor Beste mannelijke hoofdrol als kardinaal Bergoglio/paus Franciscus in The Two Popes.
Zijn vader Isaac Price was een voormalig mijnwerker die samen met Pryces moeder Margaret Williams een buurtwinkel dreef. Pryce en zijn levenspartner, de actrice Kate Fahy, hebben drie kinderen: Patrick, Gabriël en Phoebe.

## Filmografie
- Bibsys: 97029506
- Biblioteca Nacional de España: XX1174202
- Bibliothèque nationale de France: cb13999235c (data)
- CiNii: DA13014063
- Gemeinsame Normdatei: 136401546
- International Standard Name Identifier: 0000 0001 2131 2941
- Library of Congress Control Number: n83009537
- Nationale Bibliotheek van Letland: 000114310
- MusicBrainz: 6d3e5e76-b682-4b6d-a341-8f96e786f57e
- Nationale Bibliotheek van Tsjechië: xx0042479
- Nationale Bibliotheek van Israël: 987007428888205171
- Nationale Bibliotheek van Polen: a0000001279830
- Nederlandse Thesaurus van Auteursnamen: 074165844
- Système universitaire de documentation: 05539213X
- Virtual International Authority File: 46956763
- WorldCat: E39PBJvRWJKr6qr9BRWDbdpByd